# Robert Aron-Brunetière
Pour les articles homonymes, voir Aron et Brunetière.
Robert Aron-Brunetière, né le 26 janvier 1915 à Nancy, et mort le 3 février 1994 à Paris, est un dermatologue mondialement reconnu, également compétent en endocrinologie et allergologie. Ancien chef du service de dermatologie de la Fondation A. de Rothschild, il a effectué de nombreuses recherches dont les résultats ont été publiés dans les revues professionnelles françaises et étrangères, et a été à l’origine d’avancées décisives dans le traitement de l’acné. Il est également l’auteur de plusieurs ouvrages de vulgarisation qui ont connu un grand succès de librairie. Robert Aron-Brunetière est commandeur de la Légion d'honneur, et grand officier de l’Ordre national du Mérite.

## Biographie

### Jeunesse et famille
Robert Aron-Brunetière est le fils aîné du Professeur Max Aron, professeur honoraire à la Faculté de médecine de Strasbourg, Membre de l’Académie de Médecine, membre correspondant de l’Institut, grande figure de la médecine strasbourgeoise, décédé en novembre 1974, et de Marcelle, née Weill, décédée en 1986. Il a deux frères : le professeur Claude Aron, Professeur Honoraire de l’Université Louis-Pasteur à Strasbourg, ancien directeur de l’Institut d’histologie de Strasbourg, auteur de nombreux travaux et ouvrages scientifiques consacrés à la sexualité, décédé en juillet 2009, et l’écrivain philosophe et sociologue Jean-Paul Aron, également auteur de nombreux ouvrages importants sur la sociologie du XIXe siècle, et le premier à parler du Sida dont il meurt en août 1988. Ils ont pour cousin le philosophe, sociologue, politologue, historien et journaliste français Raymond Aron, décédé en octobre 1983. Robert Aron-Brunetière fait ses études au Lycée Fustel de Coulanges à Strasbourg, devient interne des Hôpitaux en 1937, et obtient son diplôme de docteur en médecine le 5 juillet 1941.De son premier mariage avec Janine Lacolombe († 2012), il a deux fils : Jean-Michel né en 1952 et Philippe né en 1953. Il divorce de Janine en 1967, épouse Éliane Lewin († 1992) dont il divorce en 1978, et avec laquelle il n’a pas d’enfants, puis se remarie avec Annette Schneider en 1979, avec laquelle il a un fils, David, né en 1980. Aron-Brunetière meurt le 3 février 1994 et est inhumé au columbarium du Père-Lachaise (case 40 538).

### Engagement durant la Seconde Guerre mondiale

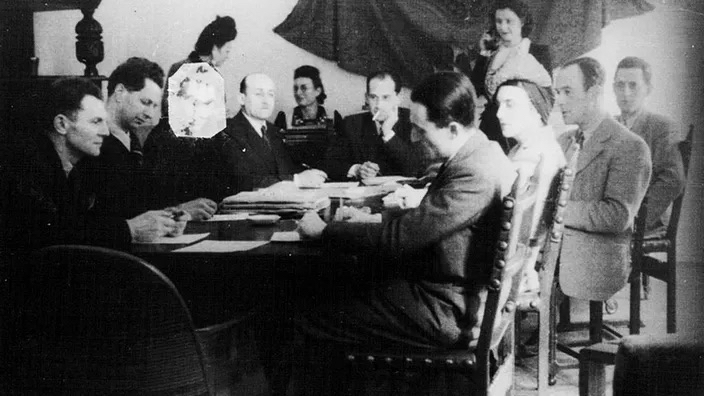
Robert Aron-Brunetière lors d'une réunion du 2ème bureau des FFI

Les familles strasbourgeoises ayant été déplacées dans la région de Clermont-Ferrand, Robert Aron-Brunetiere entre dans la Résistance en juin 1941. Chef de mission de 2e classe, au grade de Commandant du réseau Buckmaster du 1er juin 1941 au 13 novembre 1942, sous le pseudonyme de Bruno, puis du Réseau Marco-Polo du 13 novembre 1942 au 30 septembre 1944, il sera successivement : - responsable des formations paramilitaires du Mouvement Libération Sud pour la région d’Auvergne - adjoint au Chef de l’Armée Secrète (Général Dejussieu-Pontcarral) comme responsable du bureau opérations (parachutages, commandos de récupération d’armes de guerre) - Il recrute, pour diriger le Service de Santé clandestin le Médecin Capitaine Debenedetti, devenu le Médecin Général Debenedetti, ex-directeur du service de santé des armées - Il échappe en avril 1943 à une arrestation par la Gestapo ; est muté à Lyon comme adjoint au Chef National Maquis (Brault, alias Jérôme) ; outre de nombreuses missions dans toute la zone sud, il organise avec le Professeur agrégé Maurice Mayer et le Docteur Henri-Pierre Klotz, l’équipement sanitaire des Maquis. - D’octobre 1943 à août 1944, il est Chef du 2e Bureau de l’État-Major National des Forces Françaises de l’Intérieur (FFI) ; il centralise tout le renseignement fourni par l’ensemble des réseaux du M.L.N. et des F.F.C., transmet ses synthèses à Londres, et répercute sur les Régions le renseignement contrôlé passible d’exploitation de l’intérieur. - Il est arrêté par le 2e service de la Milice du Rhône à Lyon le 14 mars 1944, et torturé pendant plusieurs jours. - Il s’évade le 5 mai 1944 (avec l’aide de celle qui deviendra son épouse après la guerre, Janine Lacolombe) et gagne Paris où ses camarades (entre autres le futur prix Nobel Jacques Monod, alors chef du 3e Bureau de l’E.M.N), lui donnent une exceptionnelle marque de confiance en le réintégrant dans ses fonctions et parmi eux dès son évasion. Il a comme adjoint durant cette période, l’autre futur prix Nobel, André Lwoff. Il est nommé le 28 août 1944 Chef du 2e Bureau de la Direction des F.F.I. au Ministère de la Guerre, avec le grade de Lieutenant-Colonel, puis sous-chef du 5e Bureau de l’État-Major de l’Armée en décembre 1944 ou il a sous ses ordres plus de 3000 agents sur le territoire. Reversé au Service de Santé, Service de Dermatologie-Vénérologie du Val de Grâce en septembre 1945, il est détaché comme conseiller technique du Ministre de l’Information, Monsieur André Malraux en novembre 1945. Il est démobilisé le 6 janvier 1946, après sept ans et deux mois de services actifs. C’est à cette période qu’il doit la seconde partie de son patronyme, étant connu à la libération comme le Colonel « Brunetière ».

### Carrière scientifique

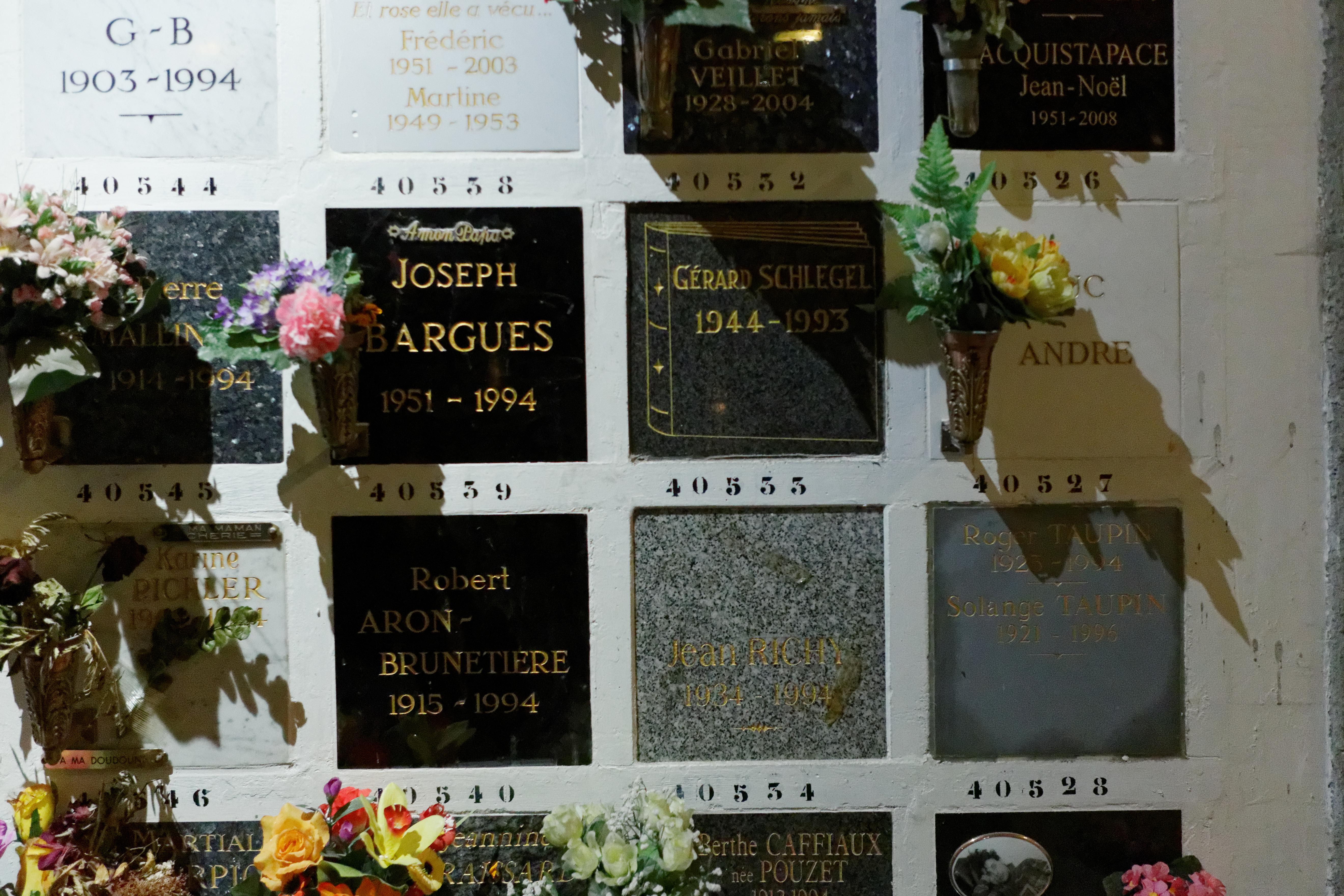
Case au cimetière du Père-Lachaise.

Démobilisé en janvier 1946, il se replonge dans la médecine et ouvre un cabinet privé : publications, cours, conférences se succèdent. En 1976, il devient chef du service de dermatologie de la Fondation A. de Rothschild ; il est également directeur d’enseignement clinique de la faculté Lariboisière-Saint-Louis. Dans les années 1960, il est très actif aux côtés de Lucien Neuwirth et Pierre Simon, dans le combat pour la liberté de contraception. Il n’hésite pas non plus à affronter l’industrie cosmétique, imposant une communication plus scientifique sur les produits de beauté. Son rôle dans les avancées de la dermatologie dans la lutte contre l’acné est considérable. Il est en 1968 à l’origine de la création du Comité français de l’Institut Weizmann dont il devient président jusqu’à son décès en 1994. Avec Robert Parienti, Secrétaire Général, ils aident à développer la recherche scientifique menée en Israël, notamment contre le cancer, et l’on connaît aujourd’hui l’ampleur de cette belle entreprise.

## Principaux travaux
On relève 209 publications scientifiques consacrées à des cas cliniques et surtout à des investigations originales dans les domaines de :
- la syphilis : mise au point d’une réaction de séro-diagnostic de la syphilis, basée sur le principe de la réaction sérologique de Max Aron pour le diagnostic du cancer. Elle repose sur la présence dans l’urine des malades atteints de syphilis, d’un antigène spécifique, lequel, en présence du sérum de syphilitique, provoque l’apparition d’une floculation.
- le cytodiagnostic de Tzanck sous la direction et en collaboration avec le Docteur Tzanck à l’hôpital Saint-Louis. Ces travaux comportent la mise au point d’une modification de la méthode de Pappenheim pour la coloration au May-Grübwald-Giemsa, et faisant du cytodiagnostic une méthode d’examen extemporané à résultat immédiat. Ils précisent les possibilités et les limites de la technique dans le domaine des tumeurs cutanées malignes et des dermatoses bulleuses. Le prix de l’Académie de Médecine lui a été attribué pour la partie de ces recherches consacrées au diagnostic différentiel du pemphigus et la maladie de Dühring-Brocq.
- travaux sur la séborrhée et l’acné vulgaire qui mettent en cause la progestérone pour ses propriétés androgéniques, comme facteur d’acné chez les sujets prédisposés, et la font intervenir aux côtés de la testostérone comme facteur du déséquilibre de la balance androgène/œstrogène qui passe pour caractériser, endocrinologiquement, l’acné vulgaire.
- travaux sur la pénétration transmuqueuse des stimulines hypophysaires. Il a réalisé la première démonstration mondiale de la possibilité de faire franchir la barrière muqueuse à une hormone polypeptidique de haut poids moléculaire.
- travaux sur l’allergie microbienne
- travaux sur les prurigos chroniques
- travaux de dermato-endocrinologie divers
- travaux sur la réponse du revêtement cutané aux applications détergentes, cosmétiques ou topiques.

## Ouvrages
- Précis de Dermatologie Corrective (1952) Masson et Cie
- Problèmes de Dermatologie (1964)
- Abrégé d’Allergologie Pratique (1967)
- La Beauté et la Médecine (1974) Stock
- Guide de Thérapeutique Dermatologique (1982) Masson et Cie
- Psychiatrie et Dermatologie (1983) Encyclopédie Médico Chirurgicale
- Les Forces de l’Âge (1986) Albin Michel
- Chapitre Dermatologie de la « Psychologie des Maladies (manuel alphabétique clinique) » sous la direction de Maurice Porot, p. 117à 125, Masson et Cie, 1989
- La Beauté et les Progrès de la Médecine (1991) Stock

### Sociétés Savantes
Sociétés Françaises :
Membre titulaire de :
- La Société Française de Dermatologie
- La Société Française d’Allergie
- La Société Française d’Endocrinologie
- La Société Française de Pathologie Comparée

Membre de l’Association des Dermatologiste de langue française

Ex-Président de l’Association pour les recherches en physiologie et en pathologie cutanées.

Ex-Président du Groupement des Allergologistes et Immunologistes de Langue Latine.
Sociétés Étrangères :
- Membre de l’Académie Européenne d’Allergie
- Membre de la Société Internationale de Dermatologie Tropicale
- Membre d’honneur de la Société Australienne de Dermatologie
- Membre correspondant de la Société Portugaise d’Allergie
- Membre correspondant de la « St Johns Hospital Dermatological Society » (Londres)

## Distinctions

### Décorations
- Grand officier de l'ordre national du Mérite Il est fait grand officier le 26 février 1989[6]
- Commandeur de la Légion d'honneur Ministère des Anciens Combattants et victimes de la Guerre, décret du 13.7.1966

### Prix et médailles
- Médaille de la Résistance Française avec Rosette, Ministère de la Guerre, décret du 24.4.1946
- Croix de Guerre avec Palme
- Médaille des évadés, Ministère de la Guerre, décret du 25.5.1947
- Croix du Combattant
- Croix du Combattant Volontaire
- Croix du Combattant Volontaire de la Résistance
- Médaille des F.F.L.
- Médaille Commémorative Française de la Guerre 1939-1945, avec barrette France-Libération
- Croix Virtuti Militari de 5e Classe, décret du 11.6.1943
- Croix du Mérite en Or avec Glaives, décret du 25.8.1944
- Médaille Commémorative de la Résistance Polonaise en France, décret du 3.4.1948.